# Nu wij niet meer praten
Nu wij niet meer praten is een Nederlandstalig nummer van de Nederlandse zanger Jaap Reesema in samenwerking met de Belgische actrice-zangeres Pommelien Thijs. Het werd in 2020 als single uitgebracht en stond in 2023 als vierde track op het album Als je voor me staat van Jaap Reesema.
Het nummer werd op 9 oktober 2020 uitgebracht in België en werd in eerste instantie daar een hit. Het nummer werd gekozen als MNM-Big Hit, en kwam een week later meteen binnen op plaats 10 in de Ultratop 50. Het werd de eerste Ultratop-notering voor Pommelien als solo zangeres. Voor Jaap was het zijn eerste samenwerking zonder producer Regi. 
Het nummer werd eind oktober ook in Nederland uitgebracht en verkozen tot Alarmschijf. Dit leidde al snel tot een top-10-notering in de Top 40. Op 16 januari 2021 steeg het nummer naar de eerste plaats. Op 15 juni 2024 ontvingen de zangers een diamanten plaat voor het nummer.

## Hitnoteringen

### Nederlandse Top 40
| Hitnotering: 14-11-2020 t/m 17-04-2021 | Hitnotering: 14-11-2020 t/m 17-04-2021 | Hitnotering: 14-11-2020 t/m 17-04-2021 | Hitnotering: 14-11-2020 t/m 17-04-2021 | Hitnotering: 14-11-2020 t/m 17-04-2021 | Hitnotering: 14-11-2020 t/m 17-04-2021 | Hitnotering: 14-11-2020 t/m 17-04-2021 | Hitnotering: 14-11-2020 t/m 17-04-2021 | Hitnotering: 14-11-2020 t/m 17-04-2021 | Hitnotering: 14-11-2020 t/m 17-04-2021 | Hitnotering: 14-11-2020 t/m 17-04-2021 | Hitnotering: 14-11-2020 t/m 17-04-2021 | Hitnotering: 14-11-2020 t/m 17-04-2021 | Hitnotering: 14-11-2020 t/m 17-04-2021 | Hitnotering: 14-11-2020 t/m 17-04-2021 | Hitnotering: 14-11-2020 t/m 17-04-2021 | Hitnotering: 14-11-2020 t/m 17-04-2021 | Hitnotering: 14-11-2020 t/m 17-04-2021 | Hitnotering: 14-11-2020 t/m 17-04-2021 | Hitnotering: 14-11-2020 t/m 17-04-2021 | Hitnotering: 14-11-2020 t/m 17-04-2021 | Hitnotering: 14-11-2020 t/m 17-04-2021 | Hitnotering: 14-11-2020 t/m 17-04-2021 | Hitnotering: 14-11-2020 t/m 17-04-2021 | Hitnotering: 14-11-2020 t/m 17-04-2021 |
| Week:                                  | 1                                      | 2                                      | 3                                      | 4                                      | 5                                      | 6                                      | 7                                      | 8                                      | 9                                      | 10                                     | 11                                     | 12                                     | 13                                     | 14                                     | 15                                     | 16                                     | 17                                     | 18                                     | 19                                     | 20                                     | 21                                     | 22                                     | 23                                     |                                        |
| -------------------------------------- | -------------------------------------- | -------------------------------------- | -------------------------------------- | -------------------------------------- | -------------------------------------- | -------------------------------------- | -------------------------------------- | -------------------------------------- | -------------------------------------- | -------------------------------------- | -------------------------------------- | -------------------------------------- | -------------------------------------- | -------------------------------------- | -------------------------------------- | -------------------------------------- | -------------------------------------- | -------------------------------------- | -------------------------------------- | -------------------------------------- | -------------------------------------- | -------------------------------------- | -------------------------------------- | -------------------------------------- |
| Positie:                               | 38                                     | 22                                     | 17                                     | 15                                     | 10                                     | 2                                      | 2                                      | 2                                      | 2                                      | 1                                      | 2                                      | 2                                      | 2                                      | 3                                      | 2                                      | 4                                      | 5                                      | 13                                     | 20                                     | 24                                     | 27                                     | 33                                     | 40                                     | uit                                    |

### NederlandseSingle Top 100
| Hitnotering: 14-11-2020 t/m 03-07-2021 | Hitnotering: 14-11-2020 t/m 03-07-2021 | Hitnotering: 14-11-2020 t/m 03-07-2021 | Hitnotering: 14-11-2020 t/m 03-07-2021 | Hitnotering: 14-11-2020 t/m 03-07-2021 | Hitnotering: 14-11-2020 t/m 03-07-2021 | Hitnotering: 14-11-2020 t/m 03-07-2021 | Hitnotering: 14-11-2020 t/m 03-07-2021 | Hitnotering: 14-11-2020 t/m 03-07-2021 | Hitnotering: 14-11-2020 t/m 03-07-2021 | Hitnotering: 14-11-2020 t/m 03-07-2021 | Hitnotering: 14-11-2020 t/m 03-07-2021 | Hitnotering: 14-11-2020 t/m 03-07-2021 | Hitnotering: 14-11-2020 t/m 03-07-2021 | Hitnotering: 14-11-2020 t/m 03-07-2021 | Hitnotering: 14-11-2020 t/m 03-07-2021 | Hitnotering: 14-11-2020 t/m 03-07-2021 | Hitnotering: 14-11-2020 t/m 03-07-2021 | Hitnotering: 14-11-2020 t/m 03-07-2021 |
| Week:                                  | 1                                      | 2                                      | 3                                      | 4                                      | 5                                      | 6                                      | 7                                      | 8                                      | 9                                      | 10                                     | 11                                     | 12                                     | 13                                     | 14                                     | 15                                     | 16                                     | 17                                     | 18                                     |
| -------------------------------------- | -------------------------------------- | -------------------------------------- | -------------------------------------- | -------------------------------------- | -------------------------------------- | -------------------------------------- | -------------------------------------- | -------------------------------------- | -------------------------------------- | -------------------------------------- | -------------------------------------- | -------------------------------------- | -------------------------------------- | -------------------------------------- | -------------------------------------- | -------------------------------------- | -------------------------------------- | -------------------------------------- |
| Positie:                               | 93                                     | 34                                     | 29                                     | 23                                     | 19                                     | 13                                     | 12                                     | 21                                     | 2                                      | 4                                      | 2                                      | 3                                      | 2                                      | 4                                      | 5                                      | 5                                      | 9                                      | 10                                     |
| Week:                                  | 19                                     | 20                                     | 21                                     | 22                                     | 23                                     | 24                                     | 25                                     | 26                                     | 27                                     | 28                                     | 29                                     | 30                                     | 31                                     | 32                                     | 33                                     | 34                                     |                                        |                                        |
| Positie:                               | 13                                     | 15                                     | 16                                     | 19                                     | 20                                     | 20                                     | 26                                     | 45                                     | 46                                     | 55                                     | 76                                     | 80                                     | 79                                     | 82                                     | 86                                     | 94                                     | uit                                    |                                        |

### VlaamseUltratop 50
| Hitnotering: 17-10-2020 t/m 08-05-2021 | Hitnotering: 17-10-2020 t/m 08-05-2021 | Hitnotering: 17-10-2020 t/m 08-05-2021 | Hitnotering: 17-10-2020 t/m 08-05-2021 | Hitnotering: 17-10-2020 t/m 08-05-2021 | Hitnotering: 17-10-2020 t/m 08-05-2021 | Hitnotering: 17-10-2020 t/m 08-05-2021 | Hitnotering: 17-10-2020 t/m 08-05-2021 | Hitnotering: 17-10-2020 t/m 08-05-2021 | Hitnotering: 17-10-2020 t/m 08-05-2021 | Hitnotering: 17-10-2020 t/m 08-05-2021 | Hitnotering: 17-10-2020 t/m 08-05-2021 | Hitnotering: 17-10-2020 t/m 08-05-2021 | Hitnotering: 17-10-2020 t/m 08-05-2021 | Hitnotering: 17-10-2020 t/m 08-05-2021 | Hitnotering: 17-10-2020 t/m 08-05-2021 | Hitnotering: 17-10-2020 t/m 08-05-2021 |
| Week:                                  | 1                                      | 2                                      | 3                                      | 4                                      | 5                                      | 6                                      | 7                                      | 8                                      | 9                                      | 10                                     | 11                                     | 12                                     | 13                                     | 14                                     | 15                                     | 16                                     |
| -------------------------------------- | -------------------------------------- | -------------------------------------- | -------------------------------------- | -------------------------------------- | -------------------------------------- | -------------------------------------- | -------------------------------------- | -------------------------------------- | -------------------------------------- | -------------------------------------- | -------------------------------------- | -------------------------------------- | -------------------------------------- | -------------------------------------- | -------------------------------------- | -------------------------------------- |
| Positie:                               | 10                                     | 4                                      | 5                                      | 6                                      | 7                                      | 3                                      | 4                                      | 2                                      | 3                                      | 2                                      | 2                                      | 1                                      | 3                                      | 2                                      | 3                                      | 3                                      |
| Week:                                  | 17                                     | 18                                     | 19                                     | 20                                     | 21                                     | 22                                     | 23                                     | 24                                     | 25                                     | 26                                     | 27                                     | 28                                     | 29                                     | 30                                     |                                        |                                        |
| Positie:                               | 5                                      | 2                                      | 6                                      | 7                                      | 6                                      | 16                                     | 9                                      | 20                                     | 19                                     | 27                                     | 41                                     | 47                                     | 48                                     | 50                                     | uit                                    |                                        |

### NPO Radio 2 Top 2000
| Nummer met noteringen in de NPO Radio 2 Top 2000 | '21  | '22  | '23  | '24  |
| ------------------------------------------------ | ---- | ---- | ---- | ---- |
| Nu wij niet meer praten                          | 1352 | 1054 | 1372 | 1466 |

1. ↑  Een vetgedrukt getal geeft de hoogste notering aan.
2. ↑  2021 was het eerste jaar met een notering voor dit nummer.

### VRT Radio 2 Top 2000
| Nummer met notering(en) in de VRT Radio 2 Top 2000 | '21 | '22 |
| -------------------------------------------------- | --- | --- |
| Nu wij niet meer praten                            | 94  | 242 |

1. ↑  Een getal geeft de plaats aan, een '-' dat het nummer niet genoteerd was en een '?' betekent dat de notering nog niet verwerkt is. Een vetgedrukt getal geeft aan dat dit de hoogste notering betreft.